# Eparchia argentyńska i południowoamerykańska
Eparchia argentyńska i południowoamerykańska – eparchia Rosyjskiego Kościoła Prawosławnego obejmująca swoją jurysdykcją parafie Rosyjskiego Kościoła Prawosławnego w krajach Ameryki Południowej i Środkowej, oprócz Meksyku. Ordynariuszem eparchii jest biskup argentyński i południowoamerykański Leonid (Sołdatow).
Siedzibą biskupa argentyńskiego i południowoamerykańskiego jest Buenos Aires, zaś katedrą eparchii – sobór Zwiastowania w Buenos Aires. Eparchii podlega 18 parafii, w których służy 12 kapłanów i 1 diakon. W odrębnym dekanacie wydzielone są parafie na terytorium Brazylii.

## Biskupi argentyńscy i południowoamerykańscy
Urząd biskupa argentyńskiego i południowoamerykańskiego sprawowali kolejno następujący hierarchowie:
- Teodor (Tiekuczow), 1943–1952
- Nikodem (Rusnak), 1964–1970
- Platon (Łobankow), 1970–1971
- Nikodem (Rusnak), 1971, locum tenens
- Maksym (Krocha), 1972–1973
- Platon (Udowienko), 1973–1980
- Łazarz (Szweć), 1980–1985
- Makary (Swystun), 1985
- Łazarz (Szweć), 1985–1989
- Marek (Petrowcy), 1989–1993
- Platon (Udowienko), 1993–2012
- Leonid (Gorbaczow), 2013–2016
- Ignacy (Połogrudow), 2016–2020
- Leonid (Sołdatow), od 2020[3]